# Leszek Lubicz-Nycz
Leszek Władysław Lubicz-Nycz (20 de agosto de 1899-22 de septiembre de 1939) fue un deportista polaco que compitió en esgrima, especialista en la modalidad de sable.
Participó en los Juegos Olímpicos de Los Ángeles 1932, obteniendo una medalla de bronce en la prueba por equipos. Ganó dos medallas de bronce en el Campeonato Mundial de Esgrima, en los años 1930 y 1934.

## Palmarés internacional
| Juegos Olímpicos   | Juegos Olímpicos             | Juegos Olímpicos  | Juegos Olímpicos  |
| Año                | Lugar                        | Medalla           | Prueba            |
| ------------------ | ---------------------------- | ----------------- | ----------------- |
| 1932               | Los Ángeles (Estados Unidos) | Medalla de bronce | Sable por equipos |
| Campeonato Mundial |                              |                   |                   |
| Año                | Lugar                        | Medalla           | Prueba            |
| 1930               | Lieja (Bélgica)              | Medalla de bronce | Sable por equipos |
| 1934               | Varsovia (Polonia)           | Medalla de bronce | Sable por equipos |